# Кварса (станція)
Ква́рса (рос. Кварса) — залізнична станція на залізниці Іжевськ-Воткінськ Горьківської залізниці в Росії. Розташована безпосередньо на території села Кварса Воткінського району Удмуртії.

## Маршрути
- Поїзд 6362 — Іжевськ-Воткінськ.[2]